# (7725) Сельвинский
(7725) Сельвинский (лат. Selʹvinskij) — типичный астероид главного пояса, открыт 11 сентября 1972 года советским астрономом Николаем Черных в Крымской астрофизической обсерватории и 4 мая 1999 года назван в честь советского поэта, прозаика и драматурга Ильи Сельвинского.

## Обнаружение и именование
(7725) Сельвинский
Открыт 11 сентября 1972 года в Научном Н. С. Черных.
Назван в память о поэте и публицисте Илье Львовиче Сельвинском (1899—1968), родившемся в Крыму. Как журналист, он был свидетелем и участником многих событий в истории СССР и запечатлел эти события в своих поэтических произведениях.
Оригинальный текст (англ.)7725 Selʹvinskij
Discovered 1972-09-11 by Chernykh, N. S. at Nauchnyj.
Named in memory of Ilʹya Lʹvovich Selʹvinskij (1899—1968), poet and publicist, born in the Crimea. As a journalist, he witnessed and participated in many events in the history of the U.S.S.R. and he depicted these events in his poetical works.
Источники: DISCOVERY.DB; M.P.C. 34626.

## Орбита

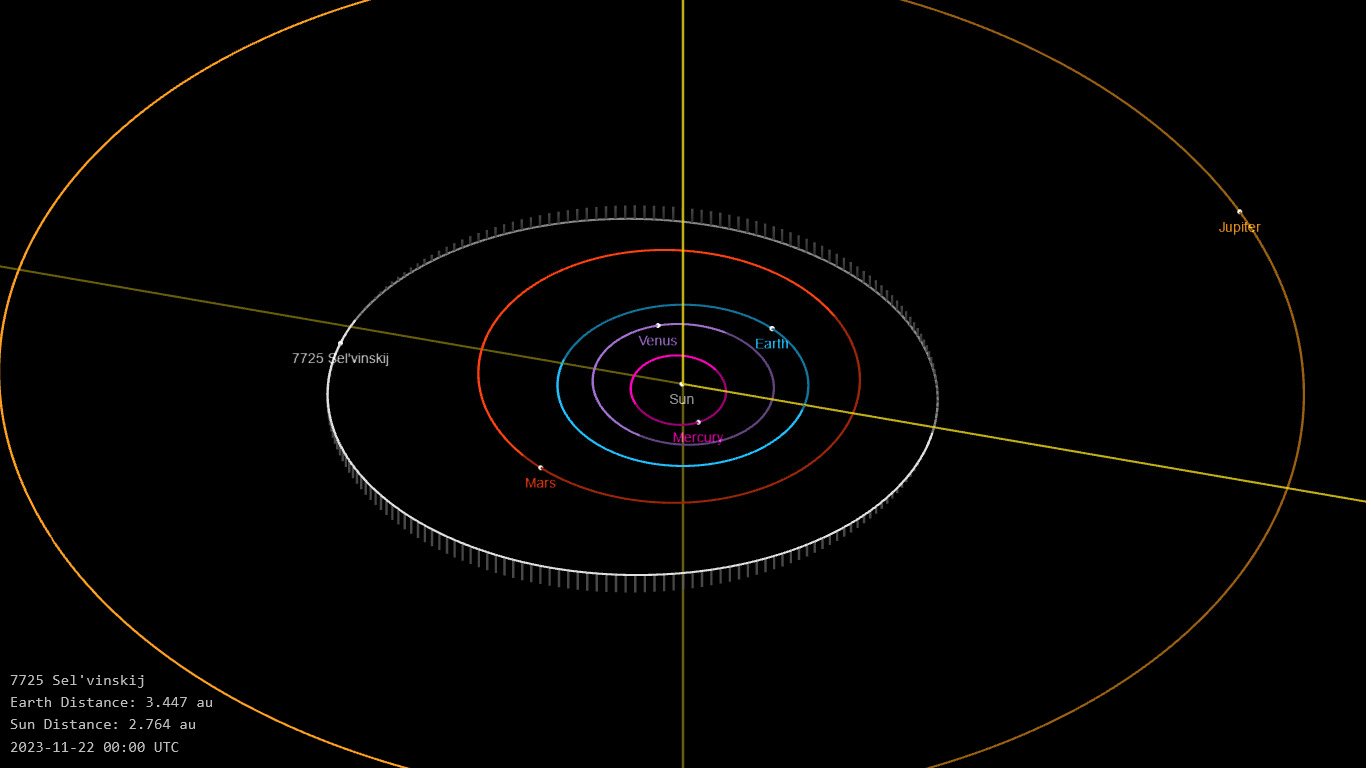
Орбита астероида Сельвинский и его положение в Солнечной системе

## Физические характеристики
Астероид относится к таксономическому классу S.
По результатам наблюдений в видимом и ближнем инфракрасном диапазоне космического телескопа NEOWISE и наблюдений в инфракрасном диапазоне спутника Akari диаметр астероида оценивался равным 9,907±0,035 км, 13,65±0,77 км, 9,21±2,26 км, 9,78±1,72 км, 9,02±2,33 км и 9,36±2,38 км. Согласно тем же источникам альбедо оценивается как 0,0433±0,0043, 0,025±0,003, 0,05±0,02, 0,03±0,01, 0,043±0,004, 0,041±0,024 и 0,042±0,041.